# Урожайненский сельский совет (Бериславский район)
Урожайненский сельский совет (укр. Урожайненська сільська рада) — входит в состав
Бериславского района
Херсонской области
Украины.
Административный центр сельского совета находится в 
с. Урожайное
.

## Населённые пункты совета
- с. Урожайное